# Gott erhalte Franz den Kaiser
Le Gott! erhalte, également connu comme le Kaiserhymne, dont le texte (Lorenz Leopold Haschka, ex-scholastique jésuite) et ensuite la musique (Joseph Haydn) furent composés sur ordre impérial en 1797, fut jusqu’à son abdication comme tel en 1806, une prière pour la préservation de l’Empereur du Saint-Empire romain François II. Celui-ci s’étant prononcé en 1804 en plus François I, empereur héréditaire d’Autriche, l’hymne resta après son abdication de la couronne du Saint-Empire romain en 1806, à part quelques modifications du texte pour accommoder les deux premiers de ses trois successeurs sur le trône d’Autriche, l'hymne dynastique et impérial de la monarchie autrichienne impériale jusqu’en 1918. La désignation Gott! erhalte reprend les premiers mots, communs à toutes les versions du texte en dépit des modifications successives. En 1841, sur l’île d’Heligoland, à l’époque britannique, un certain Heinrich Hoffmann, natif de Fallersleben, renversa la technique d’origine en composant le Deutschlandlied, poème patriotique allemand dont le troisième couplet est l'actuel hymne national de la République fédérale d'Allemagne.

## Composition
Au début des années 1790, les Habsbourg firent face à la montée des troubles révolutionnaires en France. Afin de galvaniser les sentiments patriotiques, nationaux et dynastiques de leurs sujets, Joseph Haydn, de retour d'une tournée à Londres, évoqua avec le conservateur de la bibliothèque de la cour l'opportunité de composer une sorte d'équivalent du God Save the King. L'idée fit son chemin et le conseil commanda à Haydn une telle composition tandis qu'il chargeait le poète Lorenz Haschka de trouver des paroles. Le tout fut approuvé par le conseil et offert en grande pompe à l'empereur François II pour son anniversaire, le 12 février 1797.

## La musique
La partition de Gott Erhalte est composée selon un mètre trochaïque appelé par la tradition germanique hymnodie. Il s'agit sans doute, comme souvent chez Haydn, d'une transcription savante d'un thème populaire, en l'occurrence le Stal se jesem croate. Ce qui est plus certain, c'est que Haydn employa ce thème dans le quatuor à cordes l'Empereur (Op.76, no 3), qu'il composa cette même année 1797. Il était visiblement très fier de sa mélodie, sur laquelle il a composé plusieurs variations.
Le thème de Gott erhalte a été très apprécié par le monde de la musique au XIXe siècle. C'est pour lui que August Heinrich Hoffmann von Fallersleben a écrit les paroles du Deutschlandlied en 1841, mais des éléments en ont également été utilisés par d'autres compositeurs, comme Carl Czerny, Niccolo Paganini ou Henryk Wieniawski qui ont composé des variations sur le thème. Rossini et Donizetti ont également inclus ce thème dans leurs opéras Il viaggio a Reims et Linda di Chamounix. Bedřich Smetana a également repris ce thème dans sa Symphonie festive, dédiée à l'empereur François-Joseph Ier.
Ci-dessous, la mélodie accompagnée des paroles originales de la première strophe:

## Les paroles
Les paroles originales ont été traduites dans les différentes langues de la monarchie, hongrois, croate, tchèque, ruthène, italien... En outre, elles furent régulièrement modifiées. La mouture originale fut ainsi révisée en 1826. Après la mort de l'empereur François, en 1835, c'est son fils Ferdinand qui hérita du trône. Les paroles furent donc modifiées pour intégrer le nom du nouveau monarque. Karl von Holtei proposa de nouvelles paroles qui ne rencontrèrent pas grand succès et furent remplacées dès février 1836 par une nouvelle version due à Joseph Christian von Zedlitz. L'abdication de Ferdinand Ier et l'avènement de son neveu François-Joseph provoqua un nouveau changement de texte. Plutôt que le retour à la phrase "Dieu protège l'empereur François", on choisit d'évacuer toute évocation du prénom de l'empereur. Un premier texte fut rendu en 1849, qui commençait par la glorification de l'empereur et de la dynastie des Habsbourg-Lorraine, mais faute de popularité, il ne fut pas vraiment utilisé. Lors du mariage de l'empereur avec Elisabeth de Bavière, l'hymne officiel était toujours le "Dieu protège l'empereur Ferdinand", il fallait faire quelque chose. Un texte de Johann Gabriel Seidl "Dieu protège, Dieu sauve notre empereur et notre pays" fut donc adopté et largement chanté durant les festivités. Cette version avait l'avantage de ne pas réclamer de changement à chaque changement de monarque et resta donc en usage de 1854 à la proclamation de la république en 1918. En 1929, cette dernière reprit la musique avec un texte totalement différent, commençant par les mots "Sei gesegnet ohne Ende/Heimaterde wunderhold" ("Soit bénie sans fin, merveilleuse patrie").
| Texte original | Version de 1826 | Version de 1854 |
| Gott erhalte Franz, den Kaiser, Unsern guten Kaiser Franz! Lange lebe Franz, der Kaiser, In des Glückes hellstem Glanz! Ihm erblühen Lorbeerreiser, Wo er geht, zum Ehrenkranz! Gott erhalte Franz, den Kaiser, Unsern guten Kaiser Franz! (bis)          | Gott erhalte Franz den Kaiser, Unsern guten Kaiser Franz, Hoch als Herrscher, hoch als Weiser, Steht er in des Ruhmes Glanz; Liebe windet Lorbeerreiser Ihm zum ewig grünen Kranz. Gott erhalte Franz, den Kaiser, Unsern guten Kaiser Franz! (bis)       | Gott erhalte, Gott beschütze Unsern Kaiser, unser Land! Mächtig durch des Glaubens Stütze, Führt er uns mit weiser Hand! Laßt uns seiner Väter Krone Schirmen wider jeden Feind! Innig bleibt mit Habsburgs Throne Österreichs Geschick vereint! (bis)                |
| Laß von seiner Fahne Spitzen Strahlen Sieg und Fruchtbarkeit! Laß in seinem Rate Sitzen Weisheit, Klugheit, Redlichkeit; Und mit Seiner Hoheit Blitzen Schalten nur Gerechtigkeit! Gott erhalte Franz, den Kaiser, Unsern guten Kaiser Franz! (bis)       | Über blühende Gefilde Reicht sein Zepter weit und breit; Säulen seines Throns sind milde, Biedersinn und Redlichkeit, Und von seinem Wappenschilde Strahlet die Gerechtigkeit. Gott erhalte Franz den Kaiser, Unsern guten Kaiser Franz!                  | Fromm und bieder, wahr und offen Laßt für Recht und Pflicht uns stehn; Laßt, wenns gilt, mit frohem Hoffen Mutvoll in den Kampf uns gehn Eingedenk der Lorbeerreiser Die das Heer so oft sich wand Gut und Blut für unsern Kaiser, Gut und Blut fürs Vaterland! (bis) |
| Ströme deiner Gaben Fülle Über ihn, sein Haus und Reich! Brich der Bosheit Macht, enthülle Jeden Schelm- und Bubenstreich! Dein Gesetz sei stets sein Wille, Dieser uns Gesetzen gleich. Gott erhalte Franz, den Kaiser, Unsern guten Kaiser Franz! (bis) | Sich mit Tugenden zu schmücken, Achtet er der Sorgen werth, Nicht um Völker zu erdrücken Flammt in seiner Hand das Schwert: Sie zu segnen, zu beglücken, Ist der Preis, den er begehrt, Gott erhalte Franz, den Kaiser, Unsern guten Kaiser Franz! (bis)  | Was der Bürger Fleiß geschaffen Schütze treu des Kaisers Kraft; Mit des Geistes heitren Waffen Siege Kunst und Wissenschaft! Segen sei dem Land beschieden Und sein Ruhm dem Segen gleich; Gottes Sonne strahl' in Frieden Auf ein glücklich Österreich! (bis)        |
| Froh erleb' er seiner Lande, Seiner Völker höchsten Flor! Seh' sie, Eins durch Bruderbande, Ragen allen andern vor! Und vernehm' noch an dem Rande Später Gruft der Enkel Chor. Gott erhalte Franz, den Kaiser, Unsern guten Kaiser Franz! (bis)          | Er zerbrach der Knechtschaft Bande, Hob zur Freiheit uns empor! Früh' erleb' er deutscher Lande, Deutscher Völker höchsten Flor, Und vernehme noch am Rande Später Gruft der Enkel Chor: Gott erhalte Franz, den Kaiser, Unsern guten Kaiser Franz! (bis) | Laßt uns fest zusammenhalten, In der Eintracht liegt die Macht; Mit vereinter Kräfte Walten Wird das Schwere leicht vollbracht, Laßt uns Eins durch Brüderbande Gleichem Ziel entgegengehn Heil dem Kaiser, Heil dem Lande, Österreich wird ewig stehn! (bis)         |